# Двойное
Двойное (укр. Двійне) — село в Новотроицкой поселковой общине Генического района Херсонской области Украины. В 2022 году, во время вторжения России на Украину, село было оккупировано ВС РФ.
Население по переписи 2001 года составляло 546 человек. Почтовый индекс — 75320. Телефонный код — 5548. Код КОАТУУ — 6524485003.